# Tjalfe og Røskva
Tjalfe (norrønt Þjálfi) og Røskva (norrønt Rǫskva) er et søskendepar, en dreng og en pige, der er tjenere for guden Thor i den nordiske mytologi. Tjalfe nævnes en enkelt gang i Ældre Edda, mens både Tjalfe og Røskva nævnes i Yngre Edda, der blev skrevet i 1200-tallet af Snorri Sturluson.

## Fortælling i Gylfaginning i Yngre Edda
Engang da Thor og Loke var på vej mod jættekongen Udgårdsloke kom de forbi en fattig bondefamilie, som indvilligede i at Thor og Loke blev der for natten. Som tak herfor tilbød Thor at familien kunne spise med, og han slagtede sine to bukke Tanngrisner og Tanngnjost. Da kødet var mørt satte de sig alle til at spise efter at Thor havde formanet at de, under ingen omstændigheder, måtte flække knoglerne og suge marven ud. Drengen Tjalfe, som i lang tid ikke havde fået ordentlig mad at spise kunne ikke lade være og gjorde det som ingen måtte.
Den næste morgen da Thor og Loke skulle af sted igen opdagede Thor at den ene af bukkene haltede og han blev rasende. Han troede først det var Loke som havde forbrudt sig, men Tjalfe indrømmede at det var ham. Thor truede med at lægge familiens hus i ruiner og dræbe dem alle, men bonden Egil tilbød at Thor kunne få barnet Tjalfe som bod og Røskva sneg sig med i skjul. Thor indvilligede og derfor har Tjalfe været hans træl lige siden.
Mens Røskva er fri.
Denne fortælling findes i Gylfaginning og er nævnt kort i Hymerskvadet (Thors fisketur). I Hymirskvadet fremgår det af vers 38 at børnenes far er en hraunbúi. Det betyder "stenbo", altså en jætte. Børnene er altså ikke menneskebørn i denne version.
Thor fortsatte sammen med Loke, Tjalfe og Røskva mod Udgårdslokes borg.

## Tjalfe og Røskva i tegneserie
Tjalfe og Røskva spiller en fremtrædende rolle i tegneserien Valhalla, skrevet af Peter Madsen samt i tegnefilmen af samme navn fra 1986, som er baseret på serien.